# Таміка іржастоголова
Та́міка іржастоголова (Cisticola chiniana) — вид горобцеподібних птахів родини родини тамікових (Cisticolidae). Мешкає в Африці на південь від екватора, а також в деяких районах Східної Африки. Виділяють низку підвидів.

## Підвиди
Виділяють сімнадцять підвидів:
- C. c. simplex (Heuglin, 1869) — від Південного Судану до ДР Конго і Уганди;
- C. c. fricki Mearns, 1913 — південна Ефіопія і північна Кенія;
- C. c. fortis Lynes, 1930 — від Габону до центральної Анголи, півдні ДР Конго і Замбії;
- C. c. humilis Madarász, 1904 — східна Уганда і західна Кенія;
- C. c. fischeri Reichenow, 1891 — північ центральної Танзанії;
- C. c. ukamba Lynes, 1930 — центральна Кенія і північна Танзанія;
- C. c. victoria Lynes, 1930 — південно-західна Кенія і північна Танзанія;
- C. c. heterophrys Oberholser, 1906 — узбережжя Кенії і Танзанії;
- C. c. keithi Parkes, 1987 — південь центральної Танзанії;
- C. c. mbeya Parkes, 1987 — південна Танзанія;
- C. c. emendatus Vincent, 1944 — Малаві, південно-східна Танзанія і північний Мозамбік;
- C. c. procerus Peters, W, 1868 — східна Замбія, південь Малаві і центральний Мозамбік;
- C. c. frater Reichenow, 1916 — центральна Намібія;
- C. c. bensoni Traylor, 1964 — південна Замбія;
- C. c. smithersi Hall, BP, 1956 — від південної Анголи і північної Намібії до західного Зімбабве;
- C. c. chiniana (Smith, A, 1843) — аід південного сходу Ботсвани і Зімбабве до півдня центрального Мозамбіку і центральних районів ПАР;
- C. c. campestris Gould, 1845 — південно-східний Мозамбік і схід ПАР.

## Поширення і екологія
Іржастоголові таміки живуть в сухих і вологих саванах, лісових масивах і міомбо на висоті до 2000 м над рівнем моря.

## Галерея

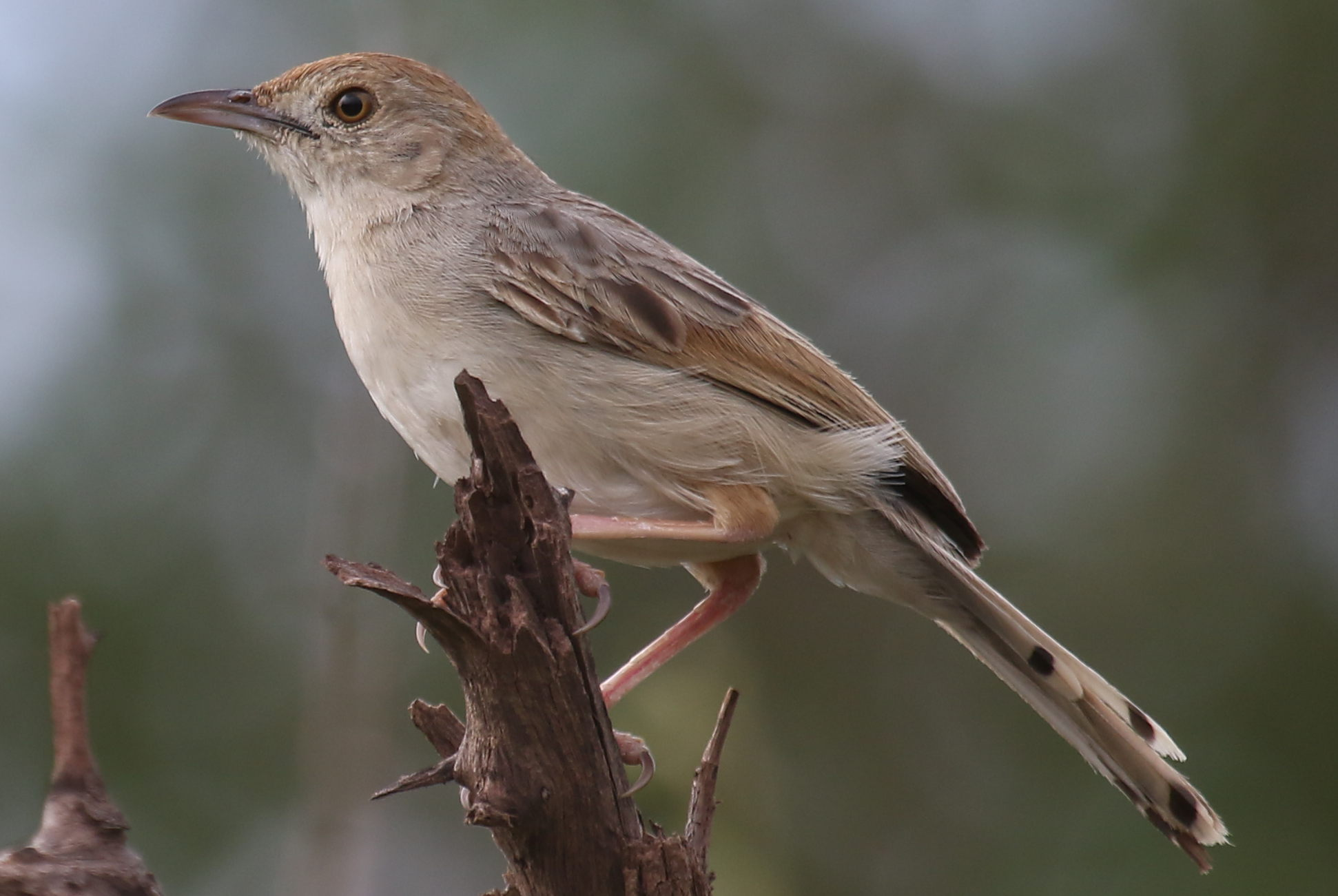
Іржастоголова таміка (підвид C. c. chiniana, Національний парк Маракеле, ПАР)
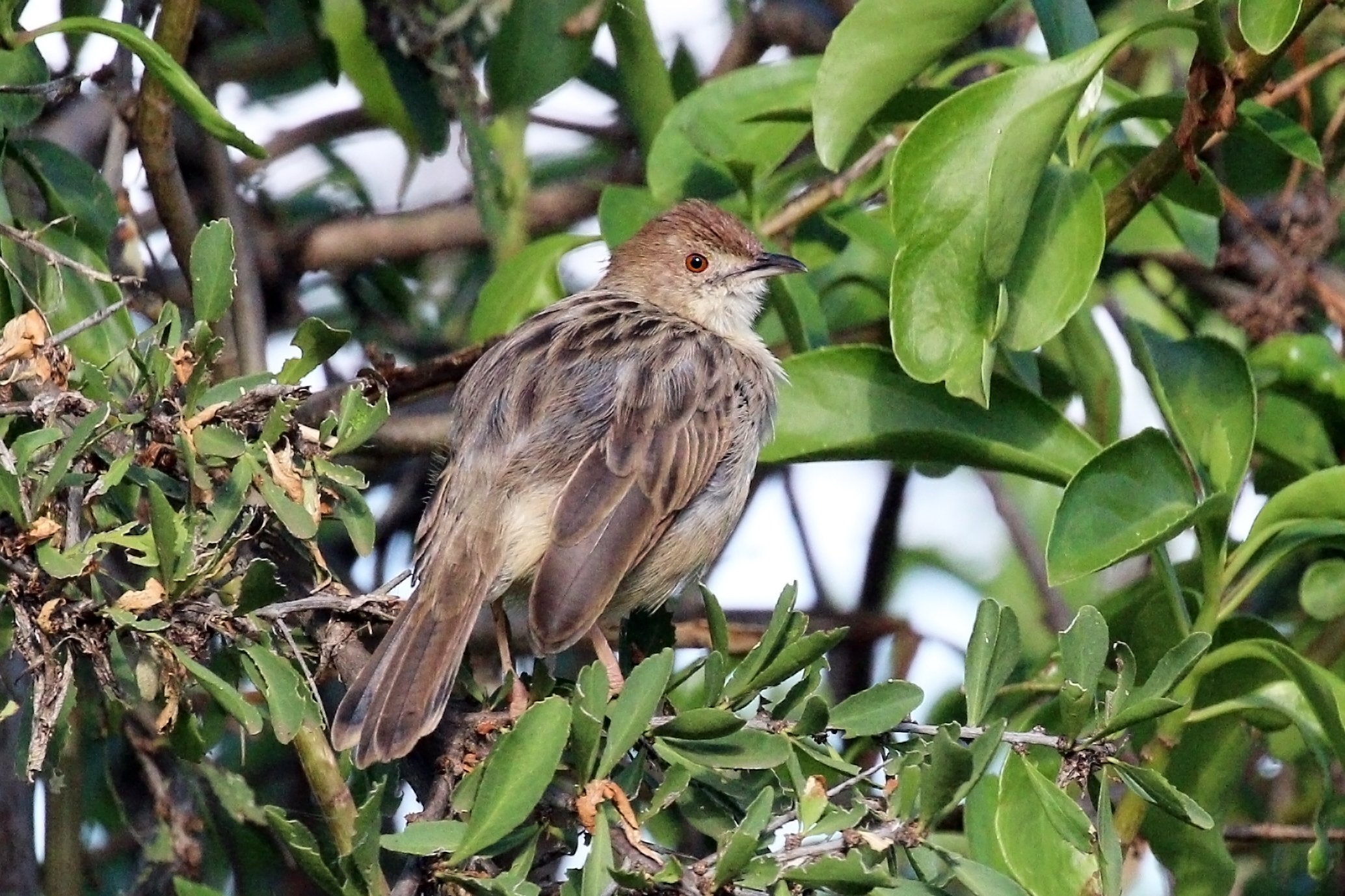
Іржастоголова таміка (підвид C. c. humilis, заповідник Сойсамбу, Кенія)
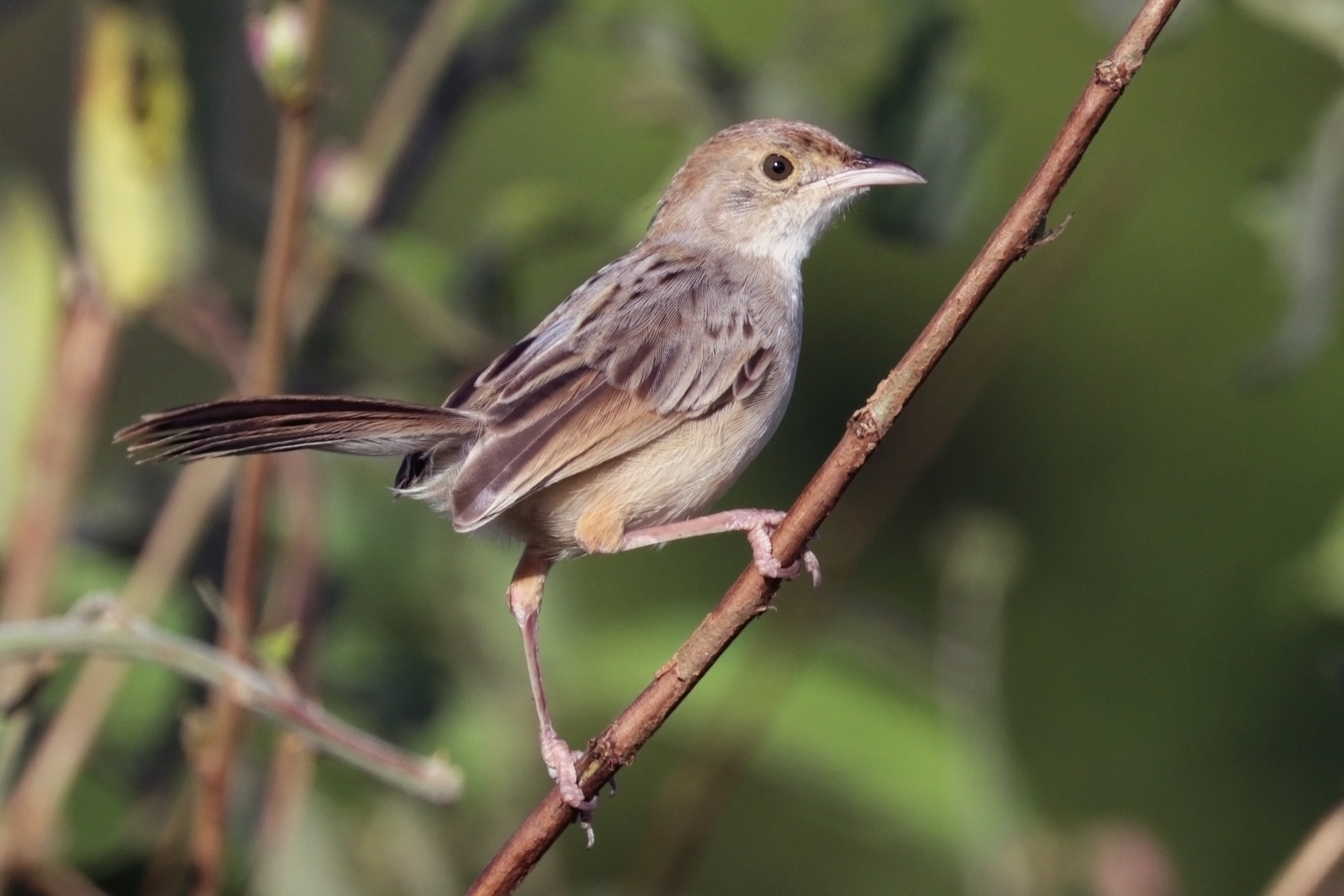
Іржастоголова таміка (підвид C. c. smithersi, заповідник Матетсі, Зімбабве)
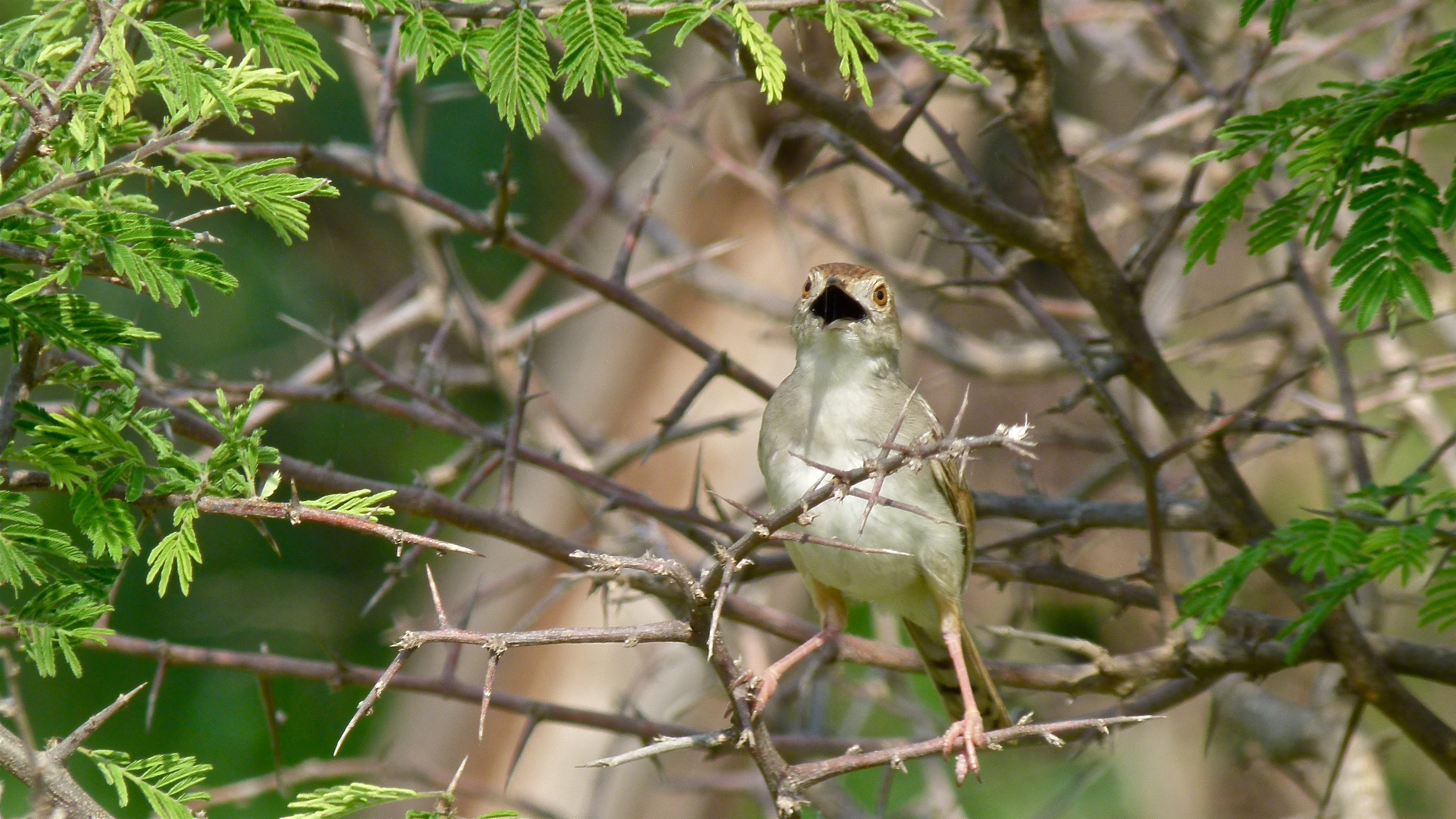
Іржастоголова таміка (підвид C. c. campestris, національний парк Крюгер, ПАР)
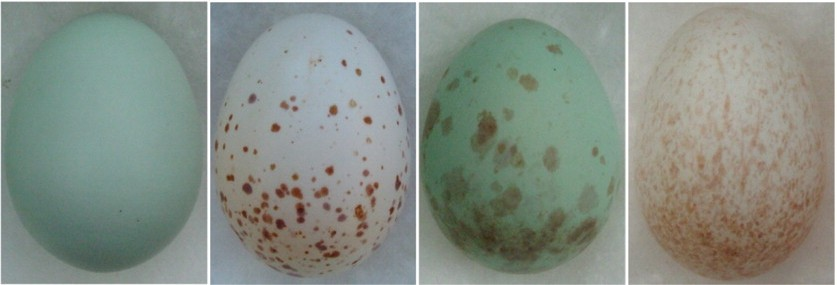
Яйця іржастоголових тамік